# Bell X-1
Bell X-1 var ett experimentellt amerikanskt raketflygplan tillverkat av Bell Aircraft corporation som den 14 oktober 1947 med piloten Chuck Yeager och Jack Ridley som flygingenjör blev det första flygplan som under kontrollerade former flög snabbare än ljudet och därmed bröt ljudvallen. Tidigare hade enstaka flygplan brutit ljudvallen under störtdykningar.
Flygplanet finns bevarat på National Air and Space Museum vid Smithsonian Institution i Washington, D.C., USA.

## Bilder

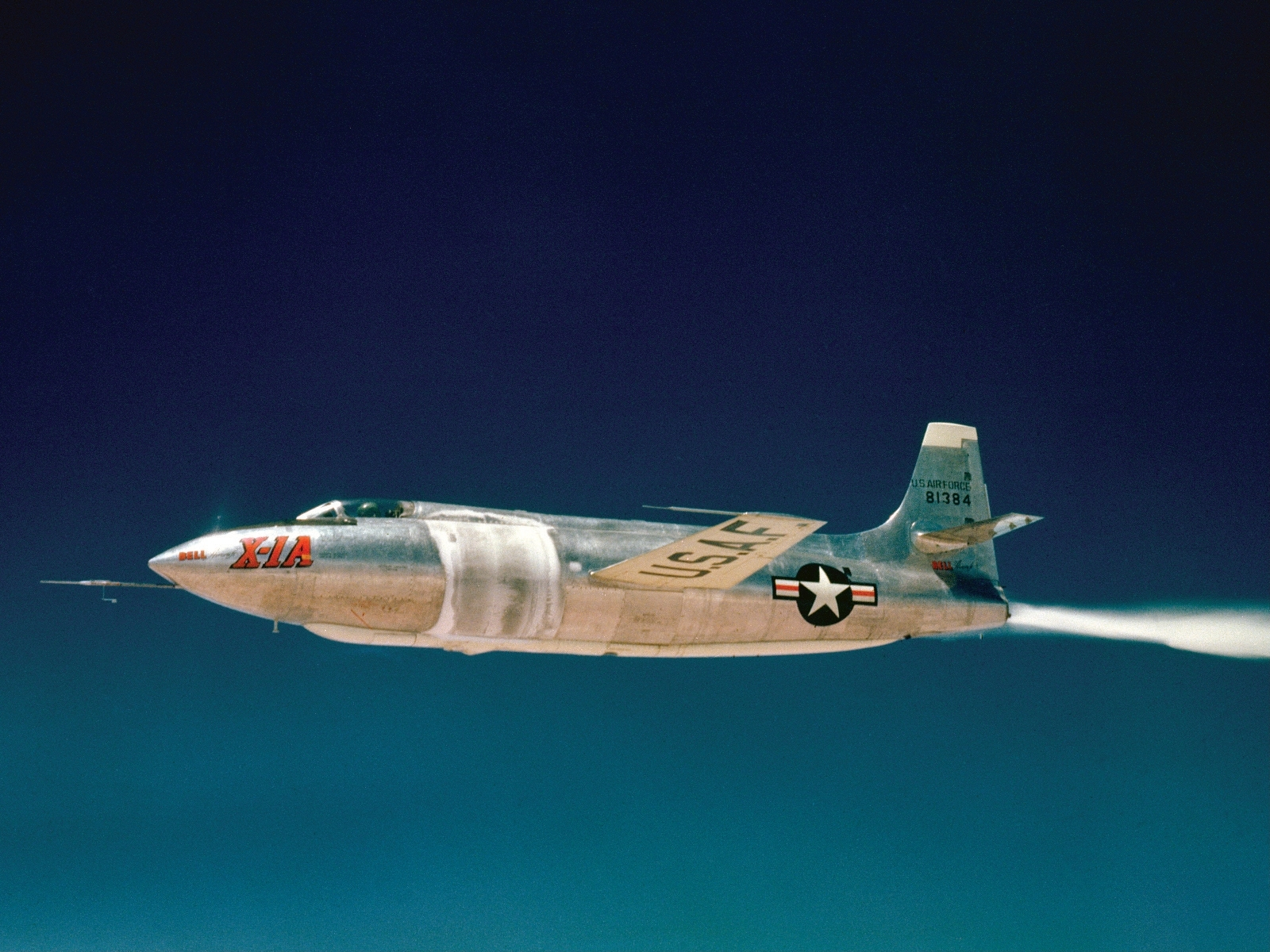
X-1A.
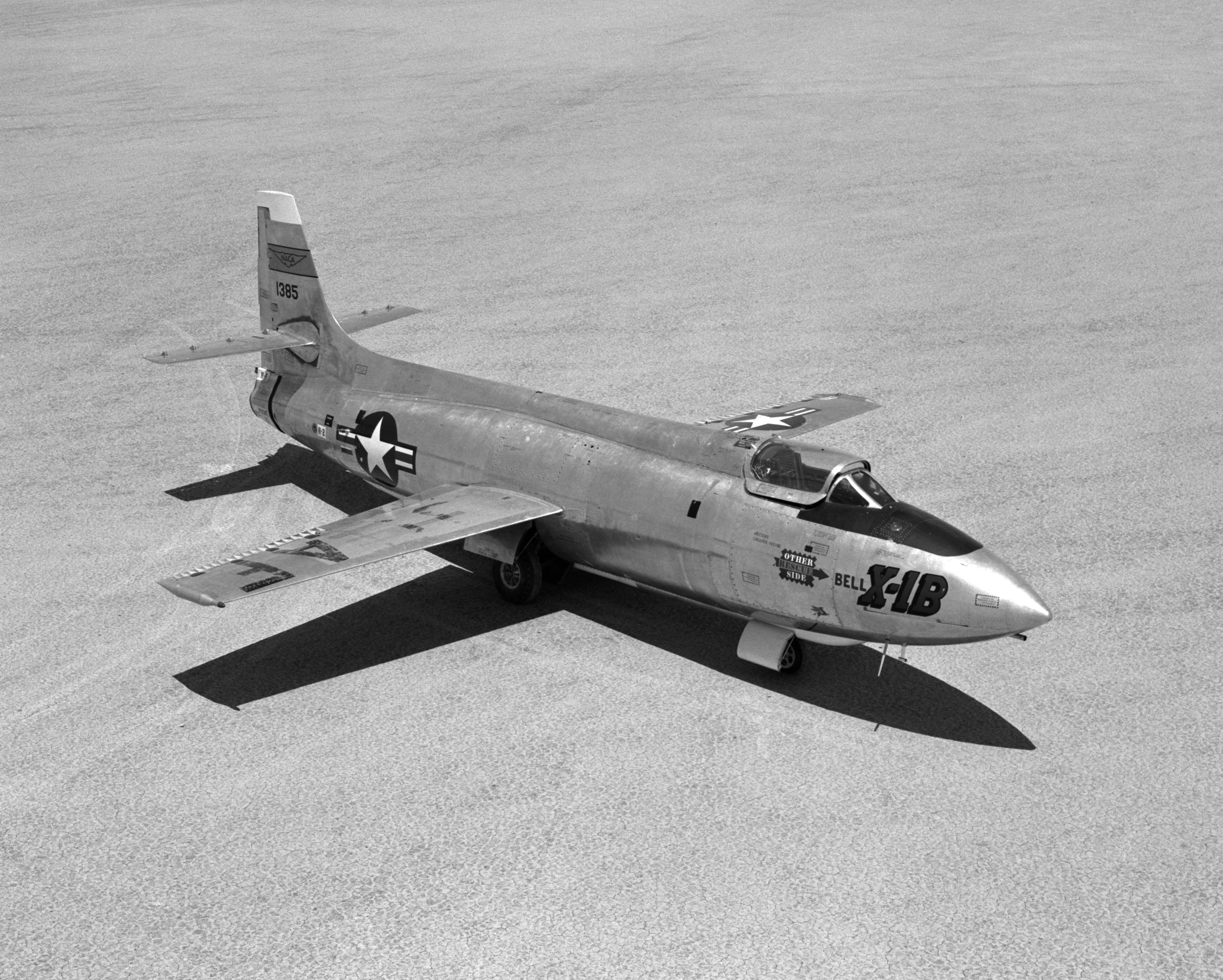
X-1B.
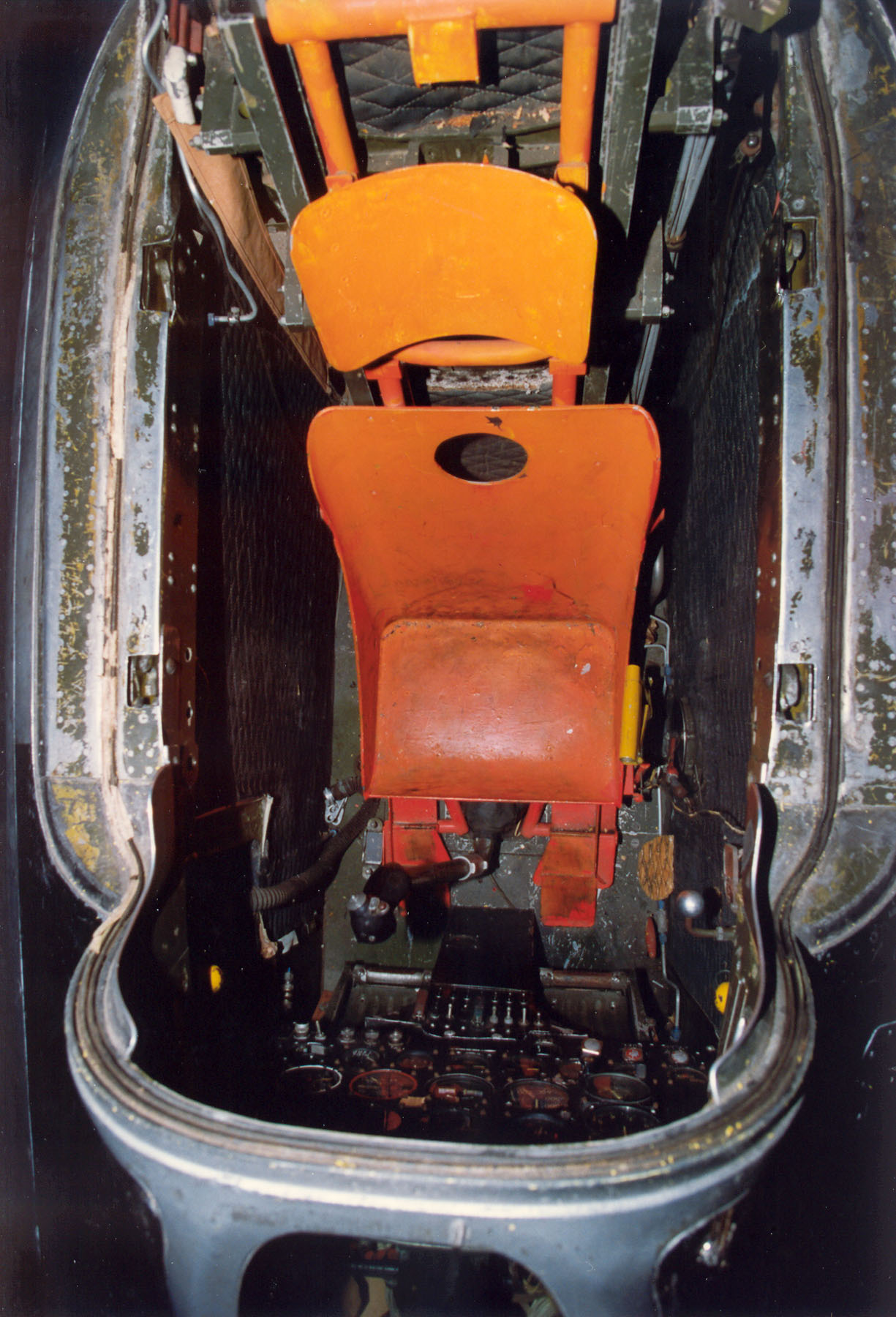
Cockpiten i en X-1.
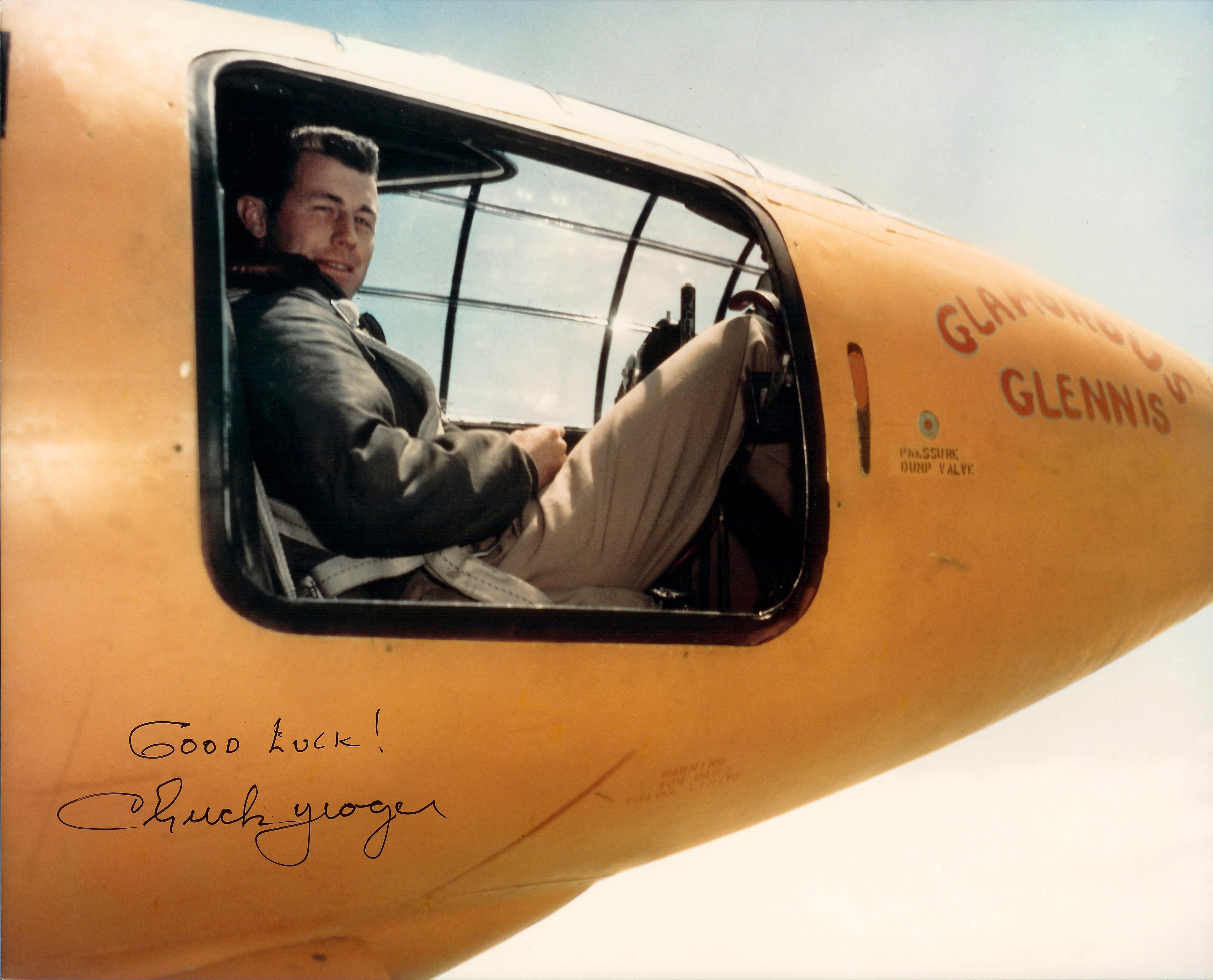
Chuck Yeager i cockpiten på Bell X-1.
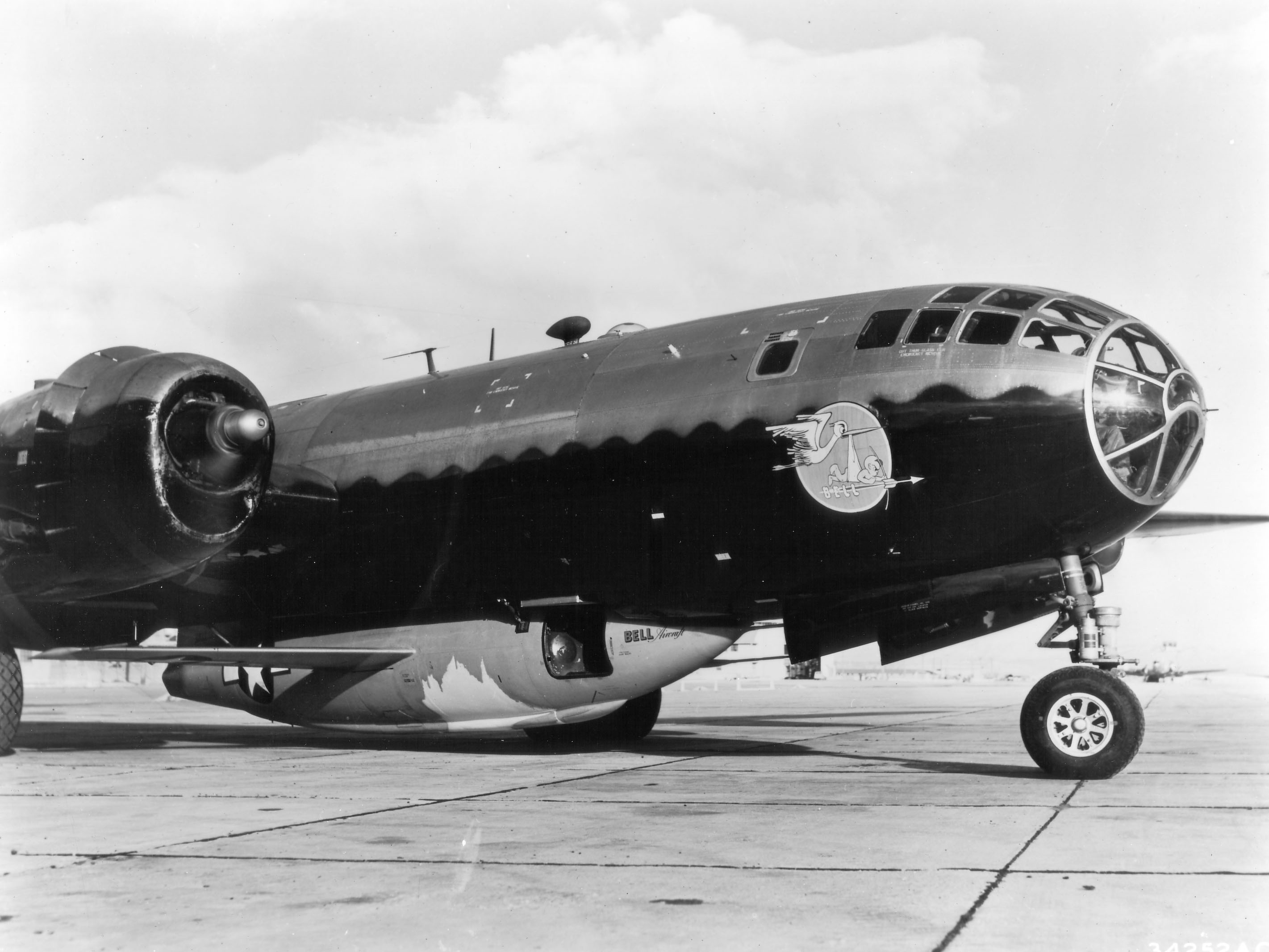
En Boeing B-29 Superfortress håller i en Bell X-1.

### Fotnoter
1. ↑  ”Jack Ridley”. History. NASA. http://history.nasa.gov/x1/ridley.html. Läst 6 juli 2016.
2. ↑  ”Världens 6 snabbaste flygplan”. Världens häftigaste. 28 maj 2012. http://www.varldenshaftigaste.se/topplistor/varldens-6-snabbaste-flygplan/. Läst 4 maj 2016.
3. ↑  ”Bell X-1 Glamorous Glennis” (på engelska). Smithsonian Institution. Arkiverad från originalet den 3 januari 2017. https://web.archive.org/web/20170103165248/https://airandspace.si.edu/collection-objects/bell-x-1. Läst 9 september 2017.